# Carl Christoph Stiller

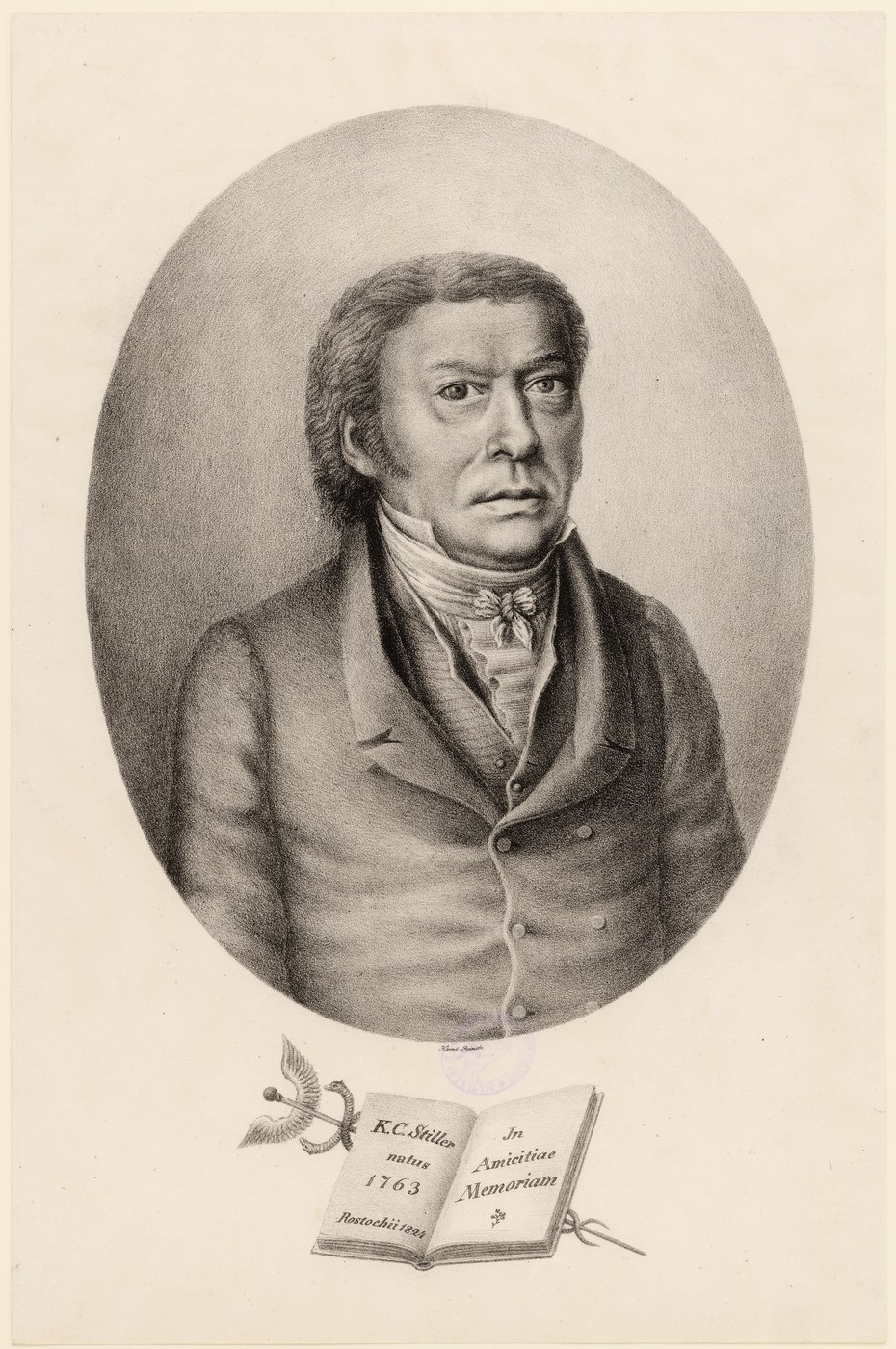
Carl Christoph Stiller (1824)

Carl Christoph Stiller, auch Karl Christoph St., Pseudonym 1794 Peter Hammer (* 16. Mai 1763 in Strehlen, Schlesien; † 30. April 1836 in Rostock) war ein deutscher Buchhändler und Verleger.

## Leben und Wirken
Stiller wurde von Privatlehrern unterrichtet und machte eine Buchhändlerlehre in Breslau. Nach kurzer Tätigkeit in der Schulbuchhandlung von Joachim Heinrich Campe in Braunschweig kam er nach Rostock und wurde Buchhalter in der von Johann Christian Sigismund Koppe gegründeten und von dessen Sohn Johann Hinrich Koppe (zugleich Bürgermeister von Rostock) fortgeführten Koppeschen Buchhandlung. Er heiratete 1793 die Enkelin des Firmengründers, Lowisa Friederica, und übernahm nach dessen Tod zu Weihnachten 1793 die Buchhandlung. Seine Frau starb schon 1802. Bei der Volkszählung 1819 erscheint Stiller mit seiner zweiten Ehefrau, Elisa, geb. Scherer (* 1781), der Tochter des Rostocker Hofkellermeisters, seinem Sohn, Ferdinand Stiller (* 1806) und einer aus Dresden gebürtigen Pflegetochter, Eleonore Stiller (* 1807).
Unter seiner Leitung wurden die Buchhandlung, die nun als Stillersche Buchhandlung firmierte und 1819 zur Hofbuchhandlung ernannt wurde, und der Verlag stark ausgebaut. In Schwerin eröffnete Stiller 1811 eine Filiale.
Im Verlag erschienen die Jahrbücher des Vereins für mecklenburgische Geschichte und Altertumskunde (1803–1831) und freimaurerische Schriften, darunter das Neue Taschenbuch für Freimaurer (1801), Auserlesene Freimaurer-Lieder (1798, 1804) und die erste Bibliographie zur Freimaurerei in Deutschland (Deutsche Bücherkunde der Freimaurerei, 1830). Stiller war Herausgeber des Patriotischen Archivs des Herzogtums Mecklenburg (1801–1804), des Vaterländischen Unterhaltungsblattes für gebildete Stände (1820) und des Neuen litterarischen Anzeigers für Mecklenburg (1826–1836).
Er schenkte seine Auktionsbücher der Großen Stadtschule Rostock und der Universitätsbibliothek Rostock eine umfangreiche Porträt-Sammlung in 8 Alben und 4 Supplement-Alben Bildnisse mit Lebensnachrichten A-Z.

## Schriften
- Auserlesne Freymaurer-Lieder. Rostock 1798
- Deutsche Bücherkunde der Freimaurerei und der damit in wirklicher oder vorgeblicher Beziehung stehenden Geheimen Verbindungen, Orden und Secten. Rostock und Schwerin 1830 (Digitalisat des Exemplars der Bayerischen Staatsbibliothek)